# Apogon phenax
 Apogon phenax és una espècie de peix de la família dels apogònids i de l'ordre dels perciformes.

## Morfologia
Els mascles poden assolir els 7,5 cm de longitud total.

## Distribució geogràfica
Es troba a l'Atlàntic occidental: des de Florida (Estats Units)i les Bahames fins a les Antilles i Curaçao.